# Aizpute
Aizpute ( výslovnost, německy Hasenpoth) je město v Lotyšsku, správní centrum stejnojmenného kraje. Nachází se na západním okraji Západokuronské vysočiny na řece Tebře, 50 km severovýchodně od Liepāji. K 1. červenci 2015 zde žilo 4694 obyvatel.
První písemná zmínka pochází z roku 1253. Město je významné především jako někdejší sídlo kapituly Kuronského biskupství a historické hlavní město oblasti Piltene (lotyšsky Piltenes apgabals).

## Obyvatelstvo
| Rok  | Počet obyvatel |
| ---- | -------------- |
| 2010 | 5104           |
| 2015 | 4694           |